# Robert Foxworth
Robert Heath Foxworth (ur. 1 listopada 1941 w Houston) – amerykański aktor telewizyjny, teatralny i filmowy, także reżyser.

## Życiorys

### Wczesne lata
Urodził się w Houston w Teksasie jako syn scenarzystki Erny Beth (z domu Seamman) i dekarza Johna Howarda Foxwortha. Uczęszczał do Lamar High School Alumni w Houston.

### Kariera
Po raz pierwszy zwrócił na siebie uwagę jako aktor teatralny, szczególnie w Arena Stage w Waszyngtonie. Po występie w jednym z odcinków serialu CBS Playhouse (1969) – pt. Sadbird, został zaangażowany do roli Davida Hansena w serialu CBS Storefront Lawyers (1970–1971).
Początkowo miał grać rolę JR Ewinga w operze mydlanej CBS Dallas, jednak ostatecznie został zastąpiony przez Larry’ego Hagmana. Za telewizyjną kreację Chase’a Gioberti, cierpliwego bratanka Angeli Channing (w tej roli Jane Wyman) w operze mydlanej CBS Falcon Crest (1981–1987) w 1986 wraz z Susan Sullivan otrzymał nominację do nagrody Soap Opera Digest Award w kategorii ulubiona para.
Użyczył swojego głosu Autobotowi Ratchetowi w filmie Transformers (2007) i jego sequelach.

## Życie prywatne
24 września 1964 ożenił się z Marilyn McCormick, z którą ma dwoje dzieci, w tym Brendona Bogarda. W 1974 rozwiedli się. 28 stycznia 1993 poślubił aktorkę Elizabeth Montgomery, z którą był w małżeństwie aż do jej śmierci 18 maja 1995. 2 sierpnia 1998 roku ożenił się z zawodniczką futbolu amerykańskiego Stacey Thomas.

## Filmografia

### Filmy fabularne
- 1977: Port lotniczy ’77 (Airport ’77) jako Chambers
- 1978: Omen II (Damien: Omen II) jako Paul Buher
- 1981: Piotr i Paweł (Peter and Paul, TV) jako Piotr Apostoł
- 1989: Bitwa wśród gwiazd (Beyond the Stars) jako Richard Michaels
- 2006: Syriana jako Tommy Barton
- 2006: Bibliotekarz II: Tajemnice kopalni króla Salomona (The Librarian: Return to King Solomon’s Mines) jako wujek Jerry
- 2007: Transformers jako Ratchet (głos)
- 2007: Przed ołtarzem (Kiss the Bride) jako Wayne
- 2009: Transformers: Zemsta upadłych (Transformers: Revenge of the Fallen) jako Ratchet (głos)
- 2011: Transformers 3 (Transformers: Dark of the Moon) jako Ratchet (głos)
- 2014: Transformers: Wiek zagłady (Transformers: Age of Extinction) jako Ratchet i Leadfoot (głos)

### Seriale TV
- 1969: CBS Playhouse jako Alex
- 1970–1971: Storefront Lawyers jako David Hansen
- 1971: Ekipa wyrzutków (The Mod Squad) jako dr Gary Lefferts
- 1972: Ulice San Francisco jako Dennis Hailey
- 1972: Medical Center jako Pete DeCarta
- 1973: Hawaii 5-0 jako dr Eric Fowler
- 1973: Ulice San Francisco jako Ted Cullen
- 1974: Barnaby Jones jako Whit Brewer
- 1981–1987: Falcon Crest jako Chase Gioberti
- 1989: Columbo jako Frank Brailie
- 1992: Malibu Road 2000 jako Hal Lanford
- 1994: Babilon 5 (Babylon 5) jako generał William Hague
- 1994: SeaQuest jako Royce Shelton
- 1995: Świat pana trenera (Coach) jako Peter
- 1995: Napisała: Morderstwo (Murder She Wrote) jako prof. Harry Matthews
- 1995: Gdzie diabeł mówi dobranoc (Picket Fences) jako prokurator Lane
- 1995: Babilon 5 (Babylon 5) jako generał William Hague
- 1996: Star Trek: Stacja kosmiczna (Star Trek: Deep Space Nine) jako Admirał Leyton
- 1996: Po tamtej stronie (The Outer Limits) jako Charles Halsey
- 1997: Prawo i bezprawie (Law & Order: Trial by Jury) jako profesor Charles Evans
- 2000: Życie przede wszystkim (Strong Medicine) jako dr Ezra Stowe
- 2000: Prawo i porządek: sekcja specjalna (Law & Order: Special Victims Unit) jako dr Ben Hadley
- 2001–2003: Sześć stóp pod ziemią (Six Feet Under) jako dr Bernard Chenowith
- 2003: Prawo i bezprawie (Law & Order: Trial by Jury) jako dr Frederick Barrett
- 2002: Potyczki Amy (Judging Amy) jako pan Falsey
- 2003: Gwiezdne wrota (Stargate SG-1) jako Chairman Ashwan
- 2003: Jeremiah jako prezydent Emerson
- 2004: Star Trek: Enterprise jako Administrator V’Las
- 2004–2005: Liga Sprawiedliwych (Justice League) jako profesor Emil Hamilton (głos)
- 2005: Kochane kłopoty (Gilmore Girls) jako Charlie Davenport
- 2005: Prezydencki poker (The West Wing) jako senator George Montgomery
- 2005: Prawo i porządek: sekcja specjalna (Law & Order: Special Victims Unit) jako dr Lett
- 2006: Kości (Bones) jako Branson Rose
- 2006: Orły z Bostonu (Boston Legal) jako sędzia Simon Devon
- 2006: Bracia i siostry (Brothers & Sisters) jako Harry Packard
- 2007: Uprowadzeni (Kidnapped) jako Benjamin Rand
- 2007: Sędziowie z Queens (Queens Supreme) jako sędzia Mark Van Leer
- 2007: Żniwiarz (The Reaper) jako Harold
- 2011: Chaos jako Bernard LaRouche